# Na Paz dos Anjos
Na Paz dos Anjos é uma telenovela portuguesa transmitida pela RTP durante os anos de 1994 e 1995. Foi a primeira novela a ser gravada nos Estúdios de Vialonga. O cenário exterior da vila de Ribeira dos Anjos é a vila de Alcochete. Foi transmitida entre 16 de Abril de 1994 e 20 de Janeiro de 1995, com 160 episódios. Os seus autores foram José Fanha e Nicolau Breyner (†), e, a realização esteve a cargo do brasileiro Régis Cardoso (†) e, do português Jorge Paixão da Costa.

## Sinopse
Sebastião Ribeiro (João Perry), natural de Ribeira dos Anjos, vila fictícia do Distrito de Setúbal, onde se desenrola toda a trama da novela, está a estudar Engenharia em Lisboa e, por via das suas enormes capacidades, consegue uma bolsa de estudo, e, com isto, conclui o curso numa das melhores universidades de França e, simultaneamente, da Europa. Após se formar, devido aos seus excelentes resultados, é convidado a integrar uma das principais equipas de investigação francesas e, da Europa, no campo das Energias Renováveis. Com o passar dos tempos e, pelas suas brilhantes capacidades, vai progredindo dentro da equipa, até chegar a coordenador de investigação. Já com este importante cargo, acidentalmente, a meio de uma pesquisa, descobre um "atalho" para a obtenção de energia, de forma inesgotável, sem custos para o ambiente e, a preços até então nunca sonhados. Sebastião decide manter a sua descoberta em segredo, até que, uma fuga de informação faz com que uma organização bélica saiba dos procedimentos descobertos pelo cientista português e, assim, poderem usar o método para obtenção de energia para fins destruidores.
Assim que sabe disto, Sebastião entra em desespero e, tenta o suicídio, dentro do laboratório onde trabalhava, em França, fazendo explodir o mesmo. Mas, antes de cometer o fatal passo, pensa que seria possível ainda conservar todo o trabalho feito e, que, o mesmo poderia ir parar a mãos benéficas. Então, decide simular a sua morte, colocando todos os seus pertences que usava em França, incluindo todos os procedimentos da sua descoberta, dentro do laboratório, momentos antes de o fazer explodir, fazendo assim a sua equipa pensar, que tivesse morrido de acidente.
Porém, conserva uma cópia dos procedimentos da descoberta e, secretamente abandona França, regressando a Portugal, precisamente, à sua terra-natal, Ribeira dos Anjos.
A sua terra está como sempre esteve, com os seus amigos de infância que, não conseguiram as possibilidades que Sebastião conseguiu, sendo uns comerciantes, jornalistas locais e  empregados do seu irmão, Arsénio Mota Costa (António Montez) (†), casado com Filomena Mota Costa (Florbela Queiroz) de quem tem uma filha, a Dora Maria (Sofia Alves) . Arsénio é Presidente do clube de futebol local e da fábrica de comida para cães Bobex, a maior empregadora do local, sempre acompanhado por Francisco da Malva e Cunha (Filipe Ferrer) (†), esposo da Margarida da Malva e Cunha, mais conhecida por Mimi (Isabel Medina), e pelo Crispim Saraiva (Manuel Cavaco), dois «borra-botas» sempre á disposição de Arsénio. Encontra também a Condenssa Olímpia de Alencastre (Fernanda Borsatti) (†), a pessoa mais importante da vila que, vive com o seu enteado e afilhado, D. Fernando de Alencastre, conhecido por todos como Fernandinho, (Luís Aleluia), um rapaz com um tipo de atraso mental, o hipopituitarismo, fruto de uma possível tentativa de homicídio em criança que, o faz ser sempre infantil, de aparência e mentalidade, apesar de ter quase 30 anos. Fernandinho tem negócios de acções da bolsa, com acções coloridas, tudo ilusório, julga-se, mas depois Olímpia descobre que afinal Fernando jogava a sério na bolsa e ganhou milhares de contos, sendo ele a ajudar mais tarde Olímpia a reconstruir o antigo Casino de Ribeira dos Anjos, um sonho muito antigo.
Apenas Arsénio e a Condenssa Olímpia sabem do terrível segredo de Sebastião. Arsénio usa esse segredo para chantagear o irmão, sempre que este quer algo que não consegue, ameaçando-o de relatar para França a farsa da sua morte, fazendo-o de propósito, e assim a vida de Sebastião torna-se num inferno.
O objectivo de Sebastião é que o procedimento para a obtenção de energia possa ser usado em Ribeira dos Anjos e, assim desenvolver uma terra que parece estar parada no tempo e com bastantes problemas, tais como a ruptura do jornal local, "O Clarim", algo que leva o único redactor, Macário Miraldino (Armando Cortez) (†), pai de António Miraldino (António Assunção) (†) e esposo de Lala Miraldino (Estrela Novais), pais de Júlio Mota Costa, mais conhecido por Julinho (Ricardo Carriço) a quase cometer suicídio, algo que é evitado à última da hora por grande parte da população da vila. Macário será durante o decorrer do enredo o narrador desta história. Também tem como problema o futuro do clube de futebol local, que parece poder ficar sem presidente, entre outros graves. A vila é povoada por personagens singulares: o padre José Eduardo (José Pedro Gomes); a cabeleireira Rosa Maria Silva (Rita Ribeiro), dona do Salão Rosi, cujo funcionário principal é o "homossexual" brasileiro Claudionor (Miguel Mendes), que tem uma filha, a Marta Sofia (Sandra Faleiro), e oculta o facto de ser sua mãe, e proíbe-a de chamar de mãe. Marta Sofia revolta-se contra ela e decide ter uma vida normal, apaixonando-se por Sebastião. Rosa Maria teve em tempos um romance com Cândido Sabino (Diogo Infante), filho de Laurinda Sabino (Cucha Carvalheiro), que se apaixonará pela professora do Colégio Ateneu, a Prof. Esperança (Helena Laureano), que depois será expulsa do colégio pelo seu chefe, "borra-botas" da política, ; o ex jogador Joaquim Carreiras, mais conhecido por Quim (Vítor Norte); os donos da Café-pensão Central, propriedade dos Fontainhas, que são o proprietário João Carlos Fontainhas (Rui Mendes), a esposa Teresa Fontainhas (Guida Maria) (†) e os filhos Pedro Fontainhas (João Cabral), que tem um romance com Esperança antes dela se apaixonar por Cândido, e Catarina Fontainhas (Ana Brito e Cunha), mulher muito inteligente, que se julga mais que os outros, e tem um romance com Julinho, mas fica desiludida pois ele se apaixona por Dora. Mas o amor desses dois é impossível, pois Arsénio e Lala tiveram relações, na altura em que ela julgava que o seu marido António tinha morrido no Ultramar, e dessa relação nasceu Julinho, tornando eles irmãos. Quando descobrem, ficam arrasados, mas conseguem acostumar-se com o facto e tornam-se grandes amigos e irmãos de verdade.
Uma das lendas que nascerá na terra de Ribeira dos Anjos é O FANTASMA DO CASINO. Correm rumores de que o fantasma de uma mulher, que era vedeta do Casino da Ribeira dos Anjos em 1954, e foi assassinada barbaramente pelo seu marido, anda a rondar o Casino' a altas horas da noite. Uma mulher vestida de branco, que despertará o coração de Macário, que teve um grande romance com ela, será a companhia de Fernandinho e iludirá muitos habitantes da terra. Mais tarde, descobre-se que o fantasma era Claudionor, que utilizou a história para fazer aquela brincadeira sem maldade, que até levou Arsénio à certa. A descoberta acontece numa tentativa de salvamento de Marta Sofia, quando ela é raptada pelos franceses que andam atrás de Sebastião. Depois da descoberta, Fernandinho e Claudionor tornam-se grandes amigos.
Todo o desenrolar da trama é no intuito de Sebastião poder levar o seu plano para a frente, no entanto apenas sabendo do mesmo quem ele considere que pode fazer tal façanha, para que tudo fique NA PAZ DOS ANJOS.

## Elenco
- Ana Brito e Cunha[10][11] - Catarina Fontaínhas
- Armando Cortez[1] (†) - Macário Miraldino / Narrador
- António Assunção[1] (†) - António Miraldino
- António Montez (†) - Arsénio Mota Costa
- Catarina Avelar[1] - Melita Saraiva
- Cucha Carvalheiro[1][12] - Laurinda Sabino
- Diogo Infante - Cândido Sabino
- Estrela Novais - Lala Miraldino
- Fernanda Borsatti[1] (†) - Condessa Olímpia de Alencastre
- Filipe Ferrer[13] (†) - Francisco de Malva e Cunha
- Florbela Queiroz - Filomena Mota Costa
- Guida Maria (†) - Teresa Fontaínhas
- Helena Laureano - Esperança
- Isabel Medina - Margarida de Malva e Cunha (Mimi)
- João Cabral - Pedro Fontaínhas
- João Perry - Sebastião Ribeiro
- José Eduardo - Diamantino Pinheiro
- José Gomes - Dr. Maurício Lourosa
- José Pedro Gomes - Padre José Eduardo
- Luís Aleluia[1][14] - D. Fernando (Fernandinho) de Alencastre
- Luís Esparteiro[15] - Dr. Manuel Sancho
- Manuel Cavaco[1][16] - Crispim Saraiva
- Maria José (†) - Hermínia
- Miguel Mendes - Claudionor / Mulher-Fantasma
- Paula Pedregal - Raquel
- Ricardo Carriço[17] - Júlio Miraldino (Julinho)
- Rita Ribeiro - Rosa Maria Silva
- Rui Mendes - João Carlos Fontaínhas
- Sandra Faleiro - Marta Sofia Carreiras
- Sofia Alves[1][18] - Dora Maria Mota Costa
- Sofia Sá da Bandeira[18] - Cremilde Crespo
- Varela Silva (†) - Hélder Sabino
- Vítor Norte - Joaquim Carreiras (Quim)

## Actores Convidados
- Anna Paula (†) - Henriqueta Mota
- António Aldeia - Raptor
- Beto - Raptor
- Jorge Nery - Toni (homem que rapta Marta Sofia)
- Carla Lupi (†) - Funcionária do banco
- Carlos Areia - Agente do jogador do Gana
- Carlos Gonçalves (†) - Benedito
- Cláudia Cadima -  Enfermeira
- Cristina Carvalhal - Maria Ribeiro
- Fernando Ferrão - Veloso
- Fernando Mendes[19][20] - Manolito Caracol
- Gil Vilhena - Empregado da Tasca em Lisboa onde Quim vai
- José Alves - Jean Pierre (cientista colega de Sebastião na Central Nuclear)
- José Boavida (†) - Inspector da PJ
- José Torres - Ele próprio
- Ladislau Ferreira - Edmundo Silva
- Licínio França - Dr. Molina Tiñones (espanhol que tentou negociar com Arsénio)
- Luís Pavão - Dr. Viegas
- Luís Zagallo (†) - Assassino contratado para matar Sebastião
- Manuel Castro e Silva - Indivíduo que dá boleia a Sebastião e Marta após se livrarem do rapto
- Nuno Emanuel - Investigador do Laboratório Francês que vai atrás de Sebastião
- Pedro Barão - Médico que trata Benedito
- Ramon de Mello - Constantino Saraiva
- Rosa do Canto[21] - Narcisa
- Rosa Guerra - Recepcionista da Clínica onde Sebastião está internado